# 정견방송 삭제 사건
정견방송 삭제 사건(일본어: 政見放送削除事件 세이켄호소사쿠조지켄[*])은 1983년 열린 제13회 일본 참의원 의원 통상선거에서 일본방송협회(NHK)가 잡민당의 후보자인 도고 겐의 정견방송 내용 일부를 후보자의 동의 없이 무단으로 삭제하여 방송한 사건이다.

## 전개
해당 정견방송에서 잡민당의 당수 도고 겐은 시각 장애인 류 데쓰야와 다리가 불편한 야시로 에이타 등과 협력하여 《태양은 필요 없다》라는 콘서트를 개최했을 때 에피소드라며 "메칸치, 진바의 티켓을 누가 사겠느냐, 잘 팔리지 않는다."라는 말을 들었다. 이런 차별이 있는 한 이 세상에 행복은 없다"라고 주장했다.
일본방송협회(NHK)는 이 "메칸치, 진바"를 차별 용어라며 방송 금지 용어에 해당한다고 판단하고 일본 자치성에 연락해 용어 삭제가 불법이 아니라는 답변을 듣고 도고 겐에게는 동의를 받지 않은 채 무단으로 방송 시 해당 부분의 음성을 삭제했다. 이에 도고 겐은 NHK의 편집 행위를 일본 공직선거법 제150조에서 말하고 있는 정견방송의 "녹음하거나 녹화한 정견 또는 후보자 신고 정당이 녹음하거나 녹화한 정견을 그대로 방송해야 한다"고 방송 내용을 편집하는 것을 금지한 행위를 위반했다며 손해배상 민사소송을 청구했다. 다만 같은 정견방송 내 다른 곳에서 "메칸치나 진바나 지체장애인과 그런 차별받는 사람들과 손을 잡고 싶다"고 발언했으나 이 발언은 앞에서의 인용했던 발언과는 달리 발언의 맥락과 의도상 "차별적 언행은 아니라고 판단"해 삭제되지 않았다.
도쿄지방재판소의 1심 판결에서는 한 사람의 말을 그대로 인용한 것으로 차별의 의도는 없었으며, 공직선거법 제150조의2는 후보자가 스스로 하지 말라고 촉구하는 것으로 편집은 인정되지 않는다는 도고의 주장을 인정했지만, 도쿄고등재판소에서 역전당해 패소했으며 일본 최고재판소는 "차별적 용어를 사용한 점에서 타인의 명예를 훼손하고 선량한 풍속을 해친다"며 NHK의 일부 발언 삭제가 정당하다고 판결해 원고 패소가 확정되었다. 최고재판소에서 내린 판결 요지는 아래와 같다.
1. 삭제 부분은 타인의 명예를 훼손하고 선량한 풍속을 해치는 등 정견방송으로서 품위를 손상하는 언행을 금지한 공직선거법 제150조의2 규정에 위반된다.
2. 공직선거법 제150조의2 규정은 텔레비전을 통한 정견방송이 즉각적이고 전국의 시청자들에게 도달해 강한 영향력을 가지고 있는 점을 감안하여 그러한 언행이 방송됨에 따른 폐해를 방지할 목적으로 정견방송의 품위를 손상시키는 언행을 금지하고 있다. 규정에 위배되는 언동이 그대로 방송되는 이익은 법적으로 보장된 이익이라고 할 수 없으며, 언동이 그대로 방송되지 않았다고 해도 불법행위상 법적 이익의 침해가 있었다고 볼 수 없다.
3. 일본방송협회(NHK)는 행정기관이 아닌 자치성 행정국 (당시) 선거국장에게 그 견회를 조회했음에도 불구하고 스스로의 판단으로 삭제 부분의 음성을 삭제해 텔레비전 방송을 한 것이므로, 그 조치가 헌법 제21조의2 전단에서 말하는 검열에 해당하지 않는다는 것이 분명하다.

이후 잡민당은 다음에 열린 1986년 제14회 일본 참의원 의원 통상선거에서도 청각장애인인 와타나베 간이치를 출마시켰다. 이 때 참의원의 비례구 이외의 정견방송에서는 후보자 본인 이외 다른 사람이 출연하는 행위를 금지했기 때문에 후보자는 수화로만 말해, 무음으로 수화하는 모습만 정견방송으로 송출되었다. 여기서 무음방송이 다시 문제가 되어(TBS 라디오가 보도특집 "무음의 정견방송"으로 다루었다) 참의원 정견방송에 수어 통역이 도입되는 직접적인 계기가 되었다.

## 이후의 정견방송 삭제
2016년 및 2020년 도쿄도지사 선거에 출마한 고토 데루키가 정견방송 녹화 도중 성적 표현을 연발해 발언했다. 이 때문에 실제 방송에서는 정견방송 시작 전에 "공직선거법 제150조의2에 규정에 따라 음성을 일부 삭제했습니다"라는 안내와 함께 음성 일부를 삭제, 무음화한 후 방송을 내보냈다.

## 같이 보기
- 정견방송
- 도고 겐
- 잡민당
- 엔도 마코토 (1930년)
- 차별 용어
- 방송 금지 용어
- 고토바가리